# NGC 2582
NGC 2582 је спирална галаксија у сазвежђу Рак која се налази на NGC листи објеката дубоког неба.
Деклинација објекта је + 20° 20' 3" а ректасцензија 8h 25m 12,1s. Привидна величина (магнитуда) објекта NGC 2582 износи 13,1 а фотографска магнитуда 13,9. NGC 2582 је још познат и под ознакама IC 2359, UGC 4391, MCG 4-20-50, CGCG 89-22, CGCG 119-91, PGC 23630.